# 清水仁衛門
清水 仁衛門（しみず にえもん）は、江戸時代前期 - 中期にかけての駿河代官の手代、後に牢人、その後常陸国水戸藩（水戸徳川家）に地方功者として雇われた。松波良利の水戸藩雇用に関わったともいわれている。

## 生涯
清水の詳しい系譜は不明だが、「御家(水戸藩)に筋目有之者」とあるので、彼の父祖がかつて藩士だったのであろう。宝永6年（1709年）に60歳くらいだったとみて、推定では慶安2年（1649年）に生まれ、寛文3年（1663年）から古郡（ふるごおり）家に誰かの紹介で仕えることになった。「清水仁衛門殿ト申ハ、元来上州ノ絹ウリ成ルガ、利口人にて大公儀之御代官手代ニ成リ、其レゟ牢人して江戸慶安仲間ニ渡世して居候ヲ勘十郎殿ゟ召抱候」とある。清水は古郡文右衛門に仕えて用水開削事業の技術、管理などの手法を学んだと思われる。古郡は、元禄5年（1692年） - 元禄7年（1694年）に関東代官(武州、上州)であった。元禄8年（1695年）7月、8月には清水が能登に赴いていた。元禄14年（1701年）ごろまでは、清水が古郡の下で活動していたのではないかとみられる。
「中村雑記」の「駿河大クハン手代200石田地求隠居ノ処ニ水戸ヨリ10人扶持被下候処頭ヨリ断申サセ引込又200石ニテ被召出候也」とあるのは、宝永元年（1704年）10月の20両から宝永4年（1707年）2月の200石までのことをいうかとみられる。
清水が水戸藩に雇われたのは、宝永元年10月18日に最初の史料で「御用御頼」として活動した褒美に金20両を来春与えるとあり、宝永2年（1705年）ないし4年である。清水は「郷村等普請之義万端致指図」のために雇われたので、測量の術に達していた。清水を水戸藩に紹介したのは戸次寿仙だと「中村雑記」は記しているが、戸次寿仙のことはわかっていない。
清水は、はじめ15人扶持（宝永3年8月20日）、肩書は吟味並、宝永4年正月27日には紅葉運河（もみじうんが）の掛り役となった。その後、清水は宝永4年6月14日ないし6月17日には南組(南新川御郡)の郡奉行に任命された。同年6月24日には松波勘十郎御用として34人の新メンバーが任命され、清水もここに加えられた。同年7月12日には郡奉行として鍬取掘り初めを行った。実際は同年2月に着工されたという史料（青山延于による『東藩文献志』）もある。
宝永6年に、松波勘十郎と清水仁衛門は処罰された。清水は、牢人より郡代に登用（宝永5年12月9日）され、松波を推挙してその片腕となった。罪状は、「郷村取り扱いの節、松波と申し合わせて万端不届の取り扱い」「大分（だいぶ）の金銀を取り扱って同役共へ申し合わさず、藩の為を考えず、我意にまかせて取計らった」。改易欠所（家財没収）、追放、武蔵・下総・常陸・京・大坂、徳川家一門と幕府重職の領分から所構（ところがまえ）（その地域内への立入禁止）を命ぜられる。